# 프랑스 본토

프랑스 본토 지도

프랑스 본토(프랑스어: la France métropolitaine 라 프랑스 메트로폴리텐[*], 또는 프랑스어: la Métropole 라 메트로폴[*])는 코르시카 섬을 포함해서 유럽에 위치한 프랑스 영토를 말한다.
코르시카 섬을 뺀 프랑스 본토를 대륙 프랑스(프랑스어: la France continentale 라 프랑스 콩티낭탈[*] 또는 프랑스어: le continent 르 콩티낭[*])이라고 부른다.

## 같이 보기
- 프랑스
- 해외 레지옹
  - 과들루프 (La Guadeloupe)
  - 마르티니크 (La Martinique)
  - 프랑스령 기아나 (La Guyane)
  - 레위니옹 (La Réunion)